# Norman Fairclough
Norman Fairclough (1941-) er brite og uddannet inden for lingvistik ved University of London. Fairclough har siden 1980’erne udviklet en diskursanalytisk tilgang kaldet kritisk diskursanalyse og hans arbejde blev publiceret i 1992 i et værk med titlen Discourse and Social Change. Faircloughs tilgang er karakteriseret ved at kombinere en tekstorienteret tilgang, hvortil han i øvrigt har hentet inspiration i Michael Hallidays systemiske lingvistik til tekstanalyse, med en makro- og mikrosociologisk tilgang til analyse af sociale praksisser i relation til sociale strukturer. Fairclough bruger godt nok betegnelsen kritisk diskursanalyse om den tilgang han selv har udviklet, men det er blot en af flere tilgange inden for diskursanalyse.

## Kritisk Diskursanalyse
I kritisk diskursanalyse tages udgangspunkt i konkret lingvistisk tekstanalyse af sprogbrug i social interaktion. Dette adskiller sig fra eksempelvis Foucaults tilgang, i hvilken der ikke laver systematisk lingvistiske studier af sprogbrugen. Fairclough går i sin lingvistiske tekstanalyse ned på linieniveau og i nogle tilfælde enkeltordsniveau. 
Fairclough opfatter ikke den kritiske diskursanalyse som politisk neutral, men som en kritisk tilgang der er politisk engageret i social forandring. Dermed sigter kritisk diskursanalyse mod frigørelse ved at stille sig på de undertryktes side. Dette ses ved, at kritisk diskursanalyse netop forsøger at afdække og klarlægge diskursive praksissers indvirkning på opretholdelse af ulige magtforhold.
Ifølge den kritiske diskursanalyse fungerer diskurser ideologisk. Dette kan bedst forklares ved at vende blikket mod den kritiske diskursanalyses formål. Formålet er netop at fremhæve og kaste lys over, hvordan forskellige magtforhold skabes og reproduceres gennem diskursive praksisser. Disse magtforhold kan eksempelvis være forholdet mellem mænd og kvinder eller forholdet mellem sociale klasser. Eftersom den kritiske diskursanalyse har til hensigt at klarlægge forskellige magtforhold, betyder det, at der foreligger en antagelse om, at diskurser fungerer ideologisk. Den kritiske diskursanalyse har altså ikke helt forladt den marxistiske tradition på dette punkt, nemlig at belyse og identificere ulige magtforhold. 
Udover at fungere ideologisk, er diskurser både konstituerende og konstitueret. Hermed er diskurs en form for social praksis, der på den ene side konstituerer den sociale verden og på den anden side konstitueres af sociale praksisser. Udover at diskurser formes af og omformer den sociale praksis afspejler diskurser også denne. Familien er en social struktur, som indvirker på de diskursive praksisser i familien; forholdet mellem forældre og børn er delvist diskursivt konstitueret, mens familien er en reel institution med konkrete praksisser. For eksempel var det tidligere normen, at man måtte slå børn dvs. en del af den sociale praksis, og dette konstituerede den diskursive praksis i familien; det var i orden at slå og tale om at slå børn. Sidenhen har de diskursive praksisser, på dette område, ændret karakter til at det ikke længere er i orden at slå børn, og disse praksisser har aflejret sig i de sociale praksisser i familien.

## Faircloughs diskursbegreb
Ifølge Fairclough kan begrebet diskurs bruges på to forskellige måder. Den første brug af begrebet dækker over En måde at tale på, der giver betydning til oplevelser ud fra et bestemt perspektiv. Det er altså en sprogbrug/diskurs, som adskiller sig fra andre diskurser; eksempelvis reklamediskurs og forbrugerdiskurs. Den anden brug af begrebet dækker over diskurs som sprogbrug og dermed som værende social praksis. Fairclough mener, at diskurser er med til at konstituere sociale identiteter, sociale relationer og videns- og betydningssystemer. 
For at analysere en diskurs skal man fokusere på to dimensioner og først den kommunikative begivenhed; et tilfælde af sprogbrug som kunne dreje sig om en avisartikel, et interview, en film osv. Dernæst skal man se på diskursordenen, som er et udtryk for summen af de diskurstyper, som bruges inden for en given social institution eller domæne. Ifølge Fairclough består diskurstyper af diskurser og genrer, og i enhver diskursiv praksis bruges diskurstyper på bestemte måder. Det betyder, at vi i enhver tekstproduktion og fortolkning trækker på en eller flere genrer og allerede eksisterende diskurser. Genrer ses som en sprogbrug, der bruges indenfor et givent domæne eksempelvis i en interviewsituation, i hvilket det er nærliggende, at tale om en interviewgenre. Diskursordenen er en form for system, der både former og formes af det specifikke tilfælde af sprogbrug.
I en tekstproduktion trækker forfatteren altså på allerede eksisterende diskurser og genrer. Dette gør sig gældende i følgende eksempel, hvori det nævnes, hvordan Tv-avisen, som i sig selv tilhører en nyhedsgenre, kan trække på en eller flere diskurser herunder en velfærdsdiskurs eller en nyliberalistisk diskurs, og en eller flere genrer herunder f.eks. en hard-news eller en soft-news genre. Diskurs og genre spiller også ind i selve fortolkningen af eksempelvis Tv-avisen, forstået på den måde at seeren i sin fortolkning formes af den viden og opfattelse, vedkommende har om nyhedsgenren. Det gør sig endvidere gældende for de emner, som bliver berørt gennem udsendelsen, hvori seerens fortolkning formes både af genren og de diskurser, der bliver brugt og trukket på.